# Audi Avantissimo
Der Audi Avantissimo war eine im Herbst 2001 auf der Internationalen Automobil-Ausstellung (IAA) in Frankfurt vorgestellte Designstudie von Audi, ein für die Oberklasse gedachter Kombi.
Das Fahrzeug hatte einen Achtzylinder-Biturbo-Motor mit 4,2 Liter Hubraum und 316 kW (430 PS) sowie ein sechsstufiges Automatikgetriebe mit Schaltwippen. Aluminiumfahrwerk, elektronisch geregelte Luftfederung mit Niveauregulierung, Elektrische Feststellbremse, Bi-Xenon-Scheinwerfer mit Kurvenlicht, und  quattro-Allradantrieb sorgten bei der IAA für Aufsehen. Die Studie enthielt erstmals das Infotainmentsystem Audi Multi Media Interface, und den Fingerabdruckscanner.
Das Modell hatte ein elektrochromes Glasdach, die Sitze konnten elektrisch eingestellt werden. Die Heckklappe ließ sich um bis zu 70 Grad stufenlos öffnen.